# Copa Parma
La Copa Parma fue un extinto torneo de copa de fútbol, organizado por la empresa internacional Parmalat.

## Historia
La Copa inició en el año 1993, siendo Peñarol el primer campeón derrotando en la final a Palmeiras, repitiendo el campeonato en 1994 nuevamente contra Palmeiras. En 1995 el campeón fue el Parma de Italia ganando la final a Boca Juniors. En 1996 Peñarol volvió a ser campeón, esta vez ante Juventude de Brasil. En 1997 fue el año en el que Toros Neza de México logró coronarse campeón derrotando en la final al Parma. En 1998 Peñarol obtendría su cuarto campeonato ganándole nuevamente a Juventude. El torneo se dejó de disputar luego de producirse un escándalo financiero en la empresa. Cabe resaltar también que en 1994 había partidos de clasificación a sólo 45 minutos. En 1996 y 1998, Peñarol y Juventud fueron los únicos participantes.
En esta copa participaron equipos patrocinados por dicha empresa aunque también en la edición de 1995 participó la selección de Estados Unidos.

## Finales
| Edición       | Campeón             | Resultado             | Subcampeón             | Sede                                                                      |
| ------------- | ------------------- | --------------------- | ---------------------- | ------------------------------------------------------------------------- |
| 1993 Detalles | Peñarol · Uruguay   | 0–0 (pró.) (3-2 pen.) | Palmeiras · Brasil     | Parma, Italia                                                             |
| 1994 Detalles | Peñarol · Uruguay   | 1–1 (pró.) (4-3 pen.) | Palmeiras · Brasil     | São Paulo, Brasil                                                         |
| 1995 Detalles | Parma · Italia      | 3–1                   | Boca Juniors Argentina | Giants Stadium, Nueva Jersey, Estados Unidos                              |
| 1996 Detalles | Peñarol · Uruguay   | 1–0                   | Juventude · Brasil     | Estadio Alfredo Jaconi, Caxias do Sul, Brasil                             |
| 1997 Detalles | Toros Neza · México | 1–0                   | Parma · Italia         | Estadio Universidad Tecnológica de Nezahualcóyotl, Nezahualcóyotl, México |
| 1998 Detalles | Peñarol · Uruguay   | 1–0                   | Juventude · Brasil     | Estadio Atilio Paiva Olivera, Rivera, Uruguay                             |

## Palmarés

### Títulos por equipos
| Equipo       | País      | Títulos | Subtítulos | Años campeón           | Años subcampeón |
| ------------ | --------- | ------- | ---------- | ---------------------- | --------------- |
| Peñarol      | Uruguay   | 4       | 0          | 1993, 1994, 1996, 1998 | -               |
| Parma        | Italia    | 1       | 1          | 1995                   | -               |
| Toros Neza   | México    | 1       | 0          | 1997                   | -               |
| Palmeiras    | Brasil    | 0       | 2          | -                      | 1993, 1994      |
| Juventude    | Brasil    | 0       | 2          | -                      | 1996, 1998      |
| Boca Juniors | Argentina | 0       | 1          | -                      | 1995            |